# Академия наук (станция метро)
«Акаде́мия нау́к» (бел. Акадэ́мія наву́к) — станция Минского метрополитена. Расположена на Московской линии, между станциями «Парк Челюскинцев» и «Площадь Якуба Коласа». Название получила по расположенному рядом главного корпуса Национальной академии наук Беларуси. Одна из самых загруженных станций Минского метрополитена. Среднесуточный пассажиропоток в зимние сутки составляет 71,4 тыс. пассажиров.
Строительство началось в 1979 году. Станция «Академия наук» была открыта 29 июня 1984 года в составе первой очереди минского метро.

## Конструкция

### Оформление
Станция имеет островной тип прямой платформы. Ритмически пространство пассажирского вестибюля организованно колоннами с шагом 4,5 метра. Главным акцентом становятся монументальные бетонные панно, расположенные в местах спуска к перрону.
Материалы, использованные для отделки станции метро: железобетон, гранит и лабрадорит (пол платформы), нержавеющая сталь и мрамор (стены и колонны). Главные цветовые сочетания, представленные на станции метро — оттенки серого и белого. Такие архитектурные и композиционные решения придают сдержанность и благородство общему пространству станции.
Станция оборудована тремя эскалаторами.

## Выходы
Станция метро имеет выходы к улицам:
- проспект Независимости;
- улица Сурганова;
- улица Богдана Хмельницкого;
- улица Академическая.

### Достопримечательности
Рядом со станцией находятся: Национальная академия наук Беларуси (главный корпус), кинотеатр «Октябрь», Белорусский национальный технический университет и Городская клиническая больница № 1.

## Перспективы
После ввода в эксплуатацию 4-й линии после 2020 года должна появиться станция «Друкарская» недалеко от станции Академия Наук. Они будут соединены и будет построен переход с Московской линии к четвёртой.

## Фотогалерея

Зал станции
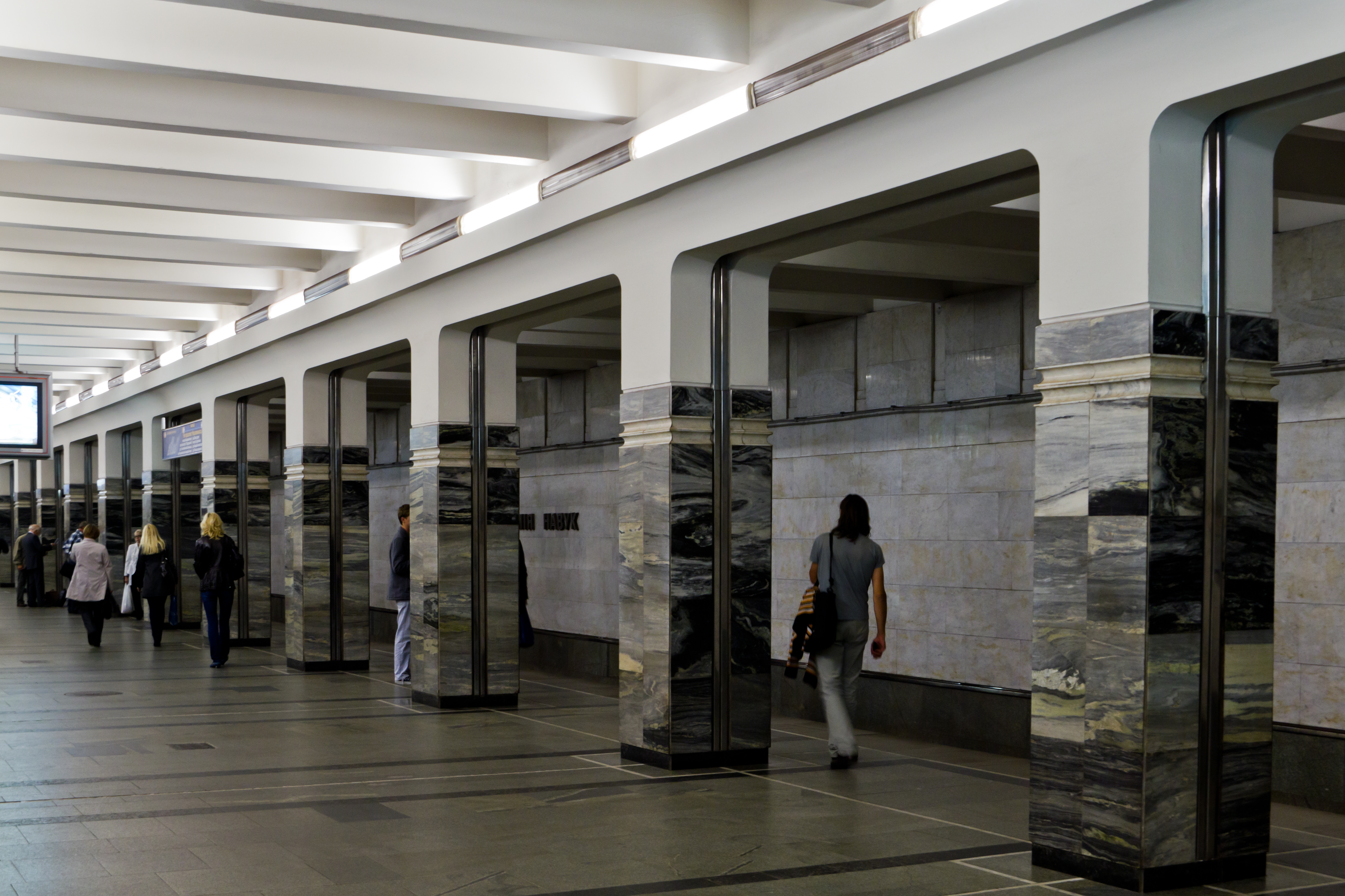
Зал станции
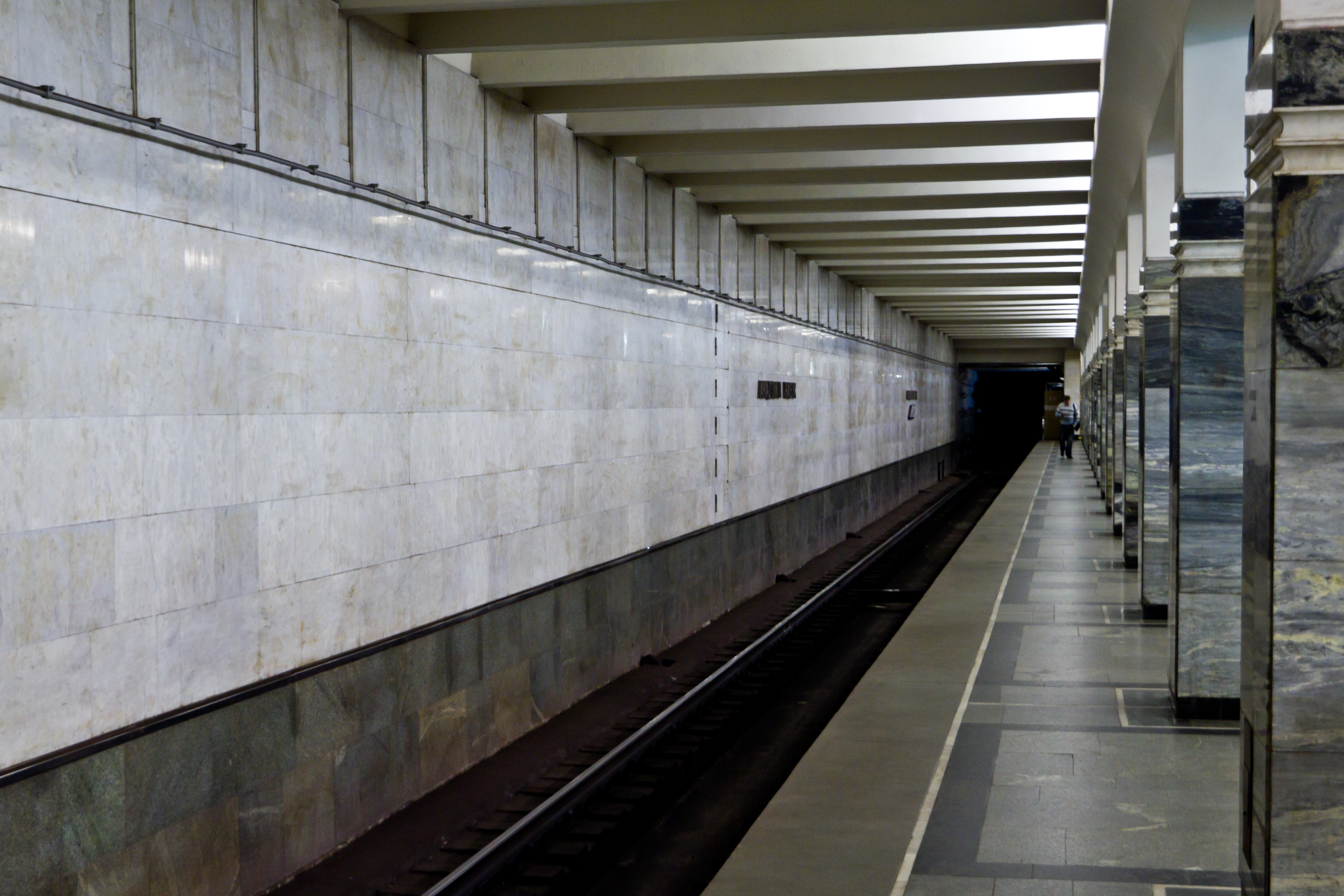
Пассажирская платформа
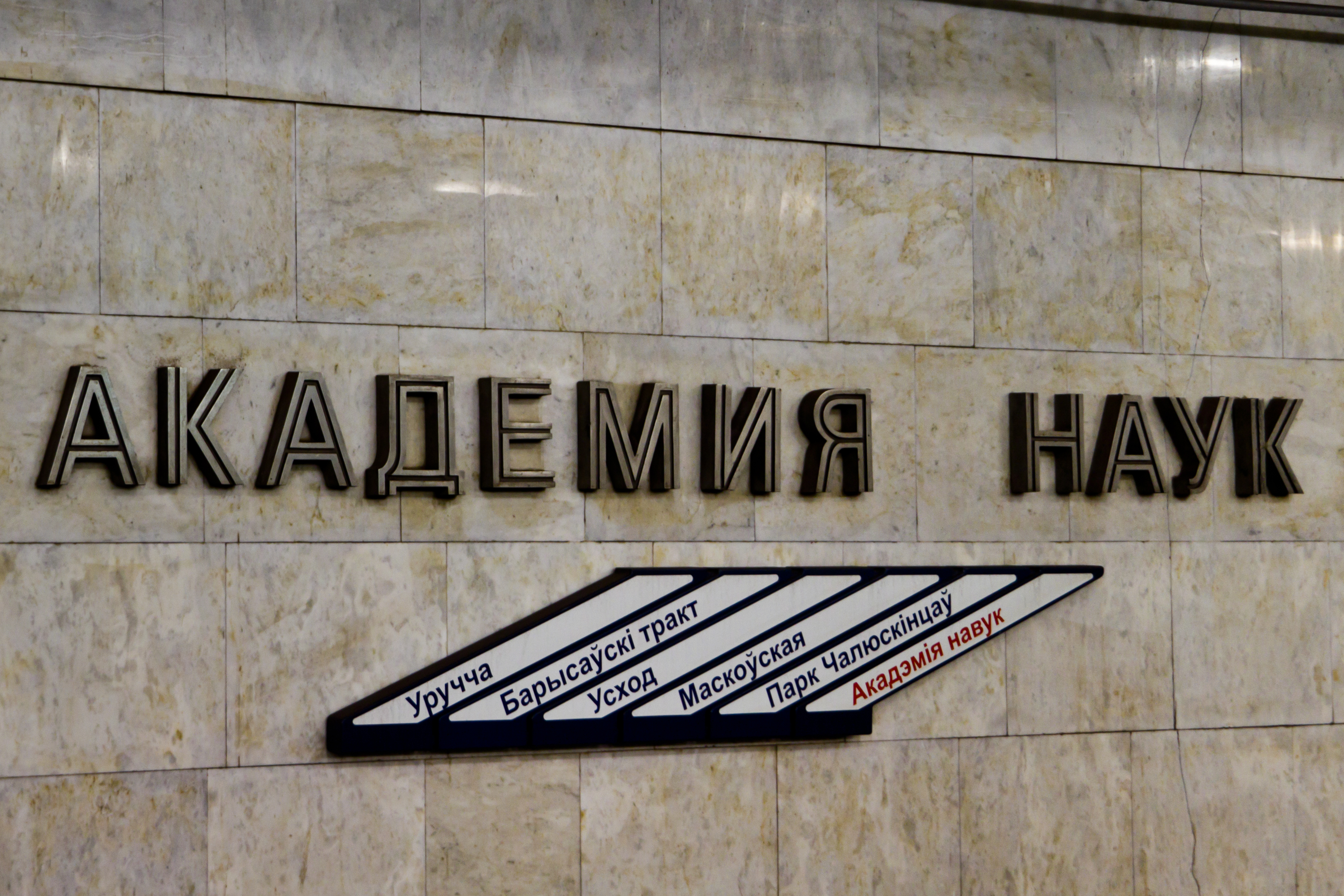
Указатель и название на путевой стене
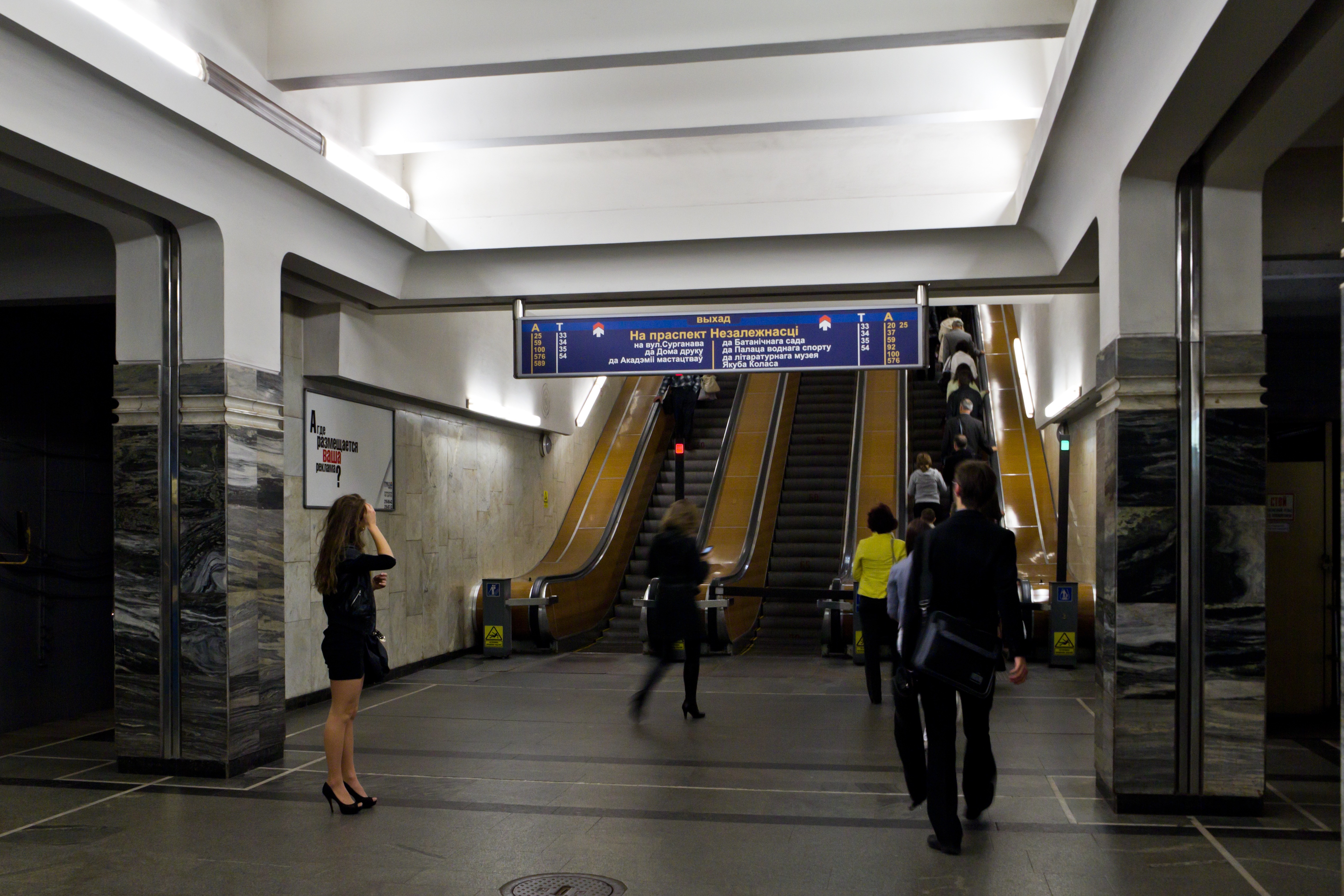
Северный выход в город